# Махмутов, Аркадий Викторович
Аркадий Викторович Махмутов (2 августа 1961) — советский и киргизский футболист, защитник и полузащитник. Выступал за сборную Кыргызстана.

## Биография
Начал выступать в соревнованиях мастеров в 1981 году в составе фрунзенского «Семетея» во второй лиге. Затем выступал за ряд других команд, представлявших Киргизскую ССР. В главной команде республики, «Алге», провёл в советских первенствах 6 сезонов с перерывом, сыграв 165 матчей. Всего в первенствах СССР провёл более 290 матчей, все — во второй лиге.
После распада СССР продолжил выступать за «Алгу» в чемпионате Кыргызстана, в 1992 и 1993 годах дважды становился чемпионом страны и обладателем Кубка Кыргызстана. Затем выступал за клубы «Ак-Марал» (Токмак), «АиК»/«Гвардия» (Бишкек), «КВТ-Динамо» (Кара-Балта). Становился серебряным (1996) и бронзовым (1994, 1998) призёром чемпионата, обладателем (1994, 1996) Кубка Кыргызстана. Всего в высшей лиге Кыргызстана сыграл 125 матчей.
В национальной сборной Кыргызстана дебютировал 23 августа 1992 года в матче Кубка Азии против Узбекистана, отыграв все 90 минут. Всего в 1992—1994 годах провёл 7 матчей за сборную.
В 1999 году принимал участие в чемпионате Азии по мини-футболу в составе сборной Кыргызстана, команда заняла на турнире шестое место.
Много лет выступает в матчах ветеранов в Кыргызстане. Работал тренером любительской команды «БилАн» и приводил её к победе в крупнейших любительских соревнованиях в стране «Tennisi KG-Лига».